# Toul
Toul là một xã trong vùng Grand Est, thuộc tỉnh Meurthe-et-Moselle, quận Toul, chef-lieu của 2 tổng. Tọa độ địa lý của xã là 48° 40' vĩ độ bắc, 05° 53' kinh độ đông. Toul nằm trên độ cao trung bình là 215 mét trên mực nước biển, có điểm thấp nhất là 200 mét và điểm cao nhất là 400 mét. Xã có diện tích 30,59 km², dân số vào thời điểm 1999 là 16.945 người; mật độ dân số là 554 người/km².

## Các thành phố kết nghĩa
- Hamm, Đức

## Nhân vật nổi tiếng
- Laurent de Gouvion Saint-Cyr, thống chế

## Địa điểm tham quan
- Nhà thờ lớn Saint-Étienne